# Maison Hermès
La Maison Hermès, chiamato anche Hermes Ginza, è un edificio situato a Tokyo, in Giappone. Si trova al 5-4-19 Ginza, Chuo-ku nella capitale nipponica.

## Descrizione
Costruito tra il 1998 e il 2001, è stato progettato da Renzo Piano coadiuvato da Bohlin Cywinski Jackson e in collaborazione con Takenaka Corporation. L'edificio è il principale negozio della città e sede aziendale di Hermès. Si tratta di una struttura di 6.000 metri quadrati che ospita uffici, uno spazio per lo shopping, aree espositive e gallerie multimediali. Oltre a un giardino pensile nella parte superiore dell'edificio, c'è anche una rientranza che divide la facciata in due strutture, formando un cortile che fornisce un accesso alla metropolitana situato a due piani sotto l'edificio.